# Dismidila pallida
Dismidila pallida là một loài bướm đêm trong họ Crambidae.